# FIRST (organizacja)
FIRST (skrót od ang. For Inspiration and Recognition of Science and Technology) – międzynarodowa organizacja non profit organizująca zawody FIRST Robotics Competition, FIRST LEGO League, FIRST LEGO League Jr. oraz FIRST Tech Challenge, której celem jest rozwijanie i inspirowanie uczniów w dziedzinie inżynierii i technologii. Została założona w 1989 roku przez Dean Kamena i Woody'ego Flowersa.

## Działalność

### FIRSTRobotics Competition

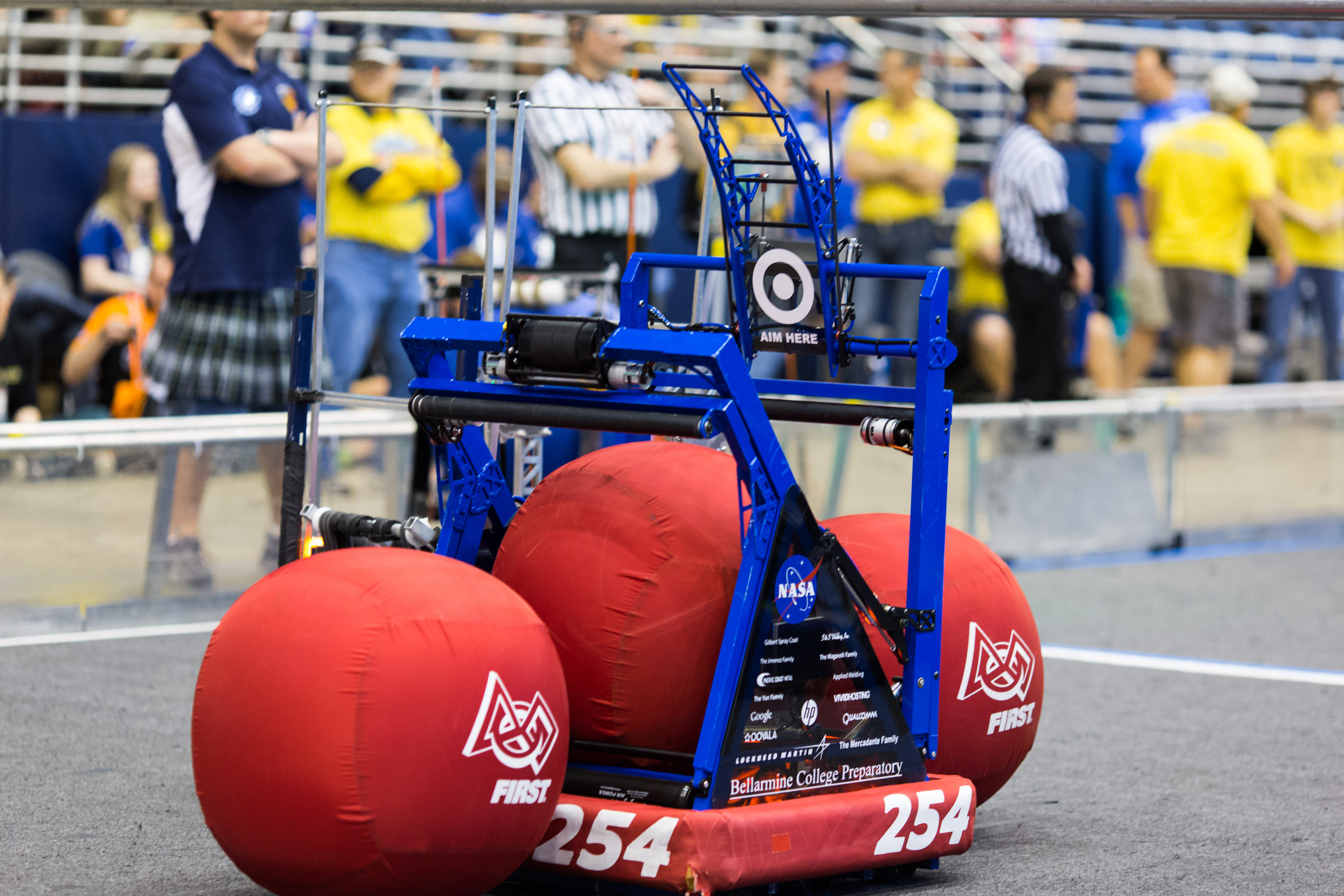
"Barrage", Team 254's 2014 World Champion FRC robot

FIRST Robotics Competition (FRC) jest pierwszym i najbardziej zaawansowanym programem opracowanym przez organizację FIRST. Skierowany jest do uczniów szkół średnich, a jego celem jest zachęcanie młodych ludzi do rozwijania umiejętności technicznych, poprzez pracę z inżynierami podczas budowania robotów.
W pierwszych zawodach, które odbyły się w 1992 w Manchester, New Hampshire, wzięło udział 28 zespołów.
W sezonie 2025 w zawodach FRC zgłoszonych było ponad 3700 drużyn, w większości z USA, a także z: Argentyny (1), Armenii (1), Australii (41), Azerbejdżanu (1), Belize (1), Brazylii (69), Bułgarii (1), Chin (41), Chorwacji (1), Cypru (1), Czech (1), Dominikany (4), Filipin (1), Francji (3), Grecji (1), Holandii (1), Indii (7), Izraela (62), Japonii (5), Kanady (234), Kolumbii (2), Kosowa (1), Meksyku (86), Panamy (3), Polski (4), Rwandy (1), RPA (1), Singapuru (1), Syrii (1), Tajwanu (36), Turcji (188), Węgier (1), Wielkiej Brytanii (2).
Tematyka konkurencji zmienia się co roku, a zespoły mogą użyć ponownie tylko niektórych komponentów z poprzednich lat. Roboty mają ograniczenia wymiarowe i wagowe. Każda drużyna na początku sezonu dostaje podstawowy zestaw części. Rejestracja i zestaw kosztują około 6000  dolarów amerykańskich. Poza tym drużyny mogą wydać na swojego robota jeszcze 3500 dolarów amerykańskich, co ma na celu zmniejszenie wpływu pieniędzy na konkurencyjność drużyn. Szczegóły odnośnie do konkurencji w danym sezonie zostają zwykle ogłaszane w pierwszą sobotę stycznia (z wyjątkiem kiedy sobota wypada 1 lub 2 stycznia) po czym drużyny mają 6 tygodni na zaprojektowanie, skonstruowanie i zaprogramowanie robota.
W 2016 roku drużyny rozegrały 13320 meczów w 126 zawodach kwalifikacyjnych, a najlepsze z nich zakwalifikowały się do zawodów finałowych, które odbywają się w St. Louis. W 2017 został dodany system dzielnic tworząc więcej rozgrywek dla lokalnych drużyn w ich okolicy, z których systemem rankingowym zostaną wybrane drużyny które przejdą do kolejnego etapu.
W czasie Zawodów Regionalnych spotyka się około 50 drużyn, które rywalizują ze sobą by zdobyć przepustki na Finały. Mogą to zrobić wygrywając zawody na arenie – dzięki robotowi, oraz dzięki nagrodom: Chairman’s Award oraz Engineering Inspiration Award, które przyznawane są odpowiednio w uznaniu za dane dziedziny pracy drużyny.
W Polsce są cztery drużyny uczestniczące w rozgrywkach FRC:
- 5883 Spice Gears z Kraśnika, założona w październiku 2015
- 7570 New Tech z Zamościa, założona w październiku 2018
- 8127 Team RaByte z Warszawy, założona w październiku 2019
- 9155 NewTech KRAKEN z Krakowa, założona w 2021.

### Tech Challenge

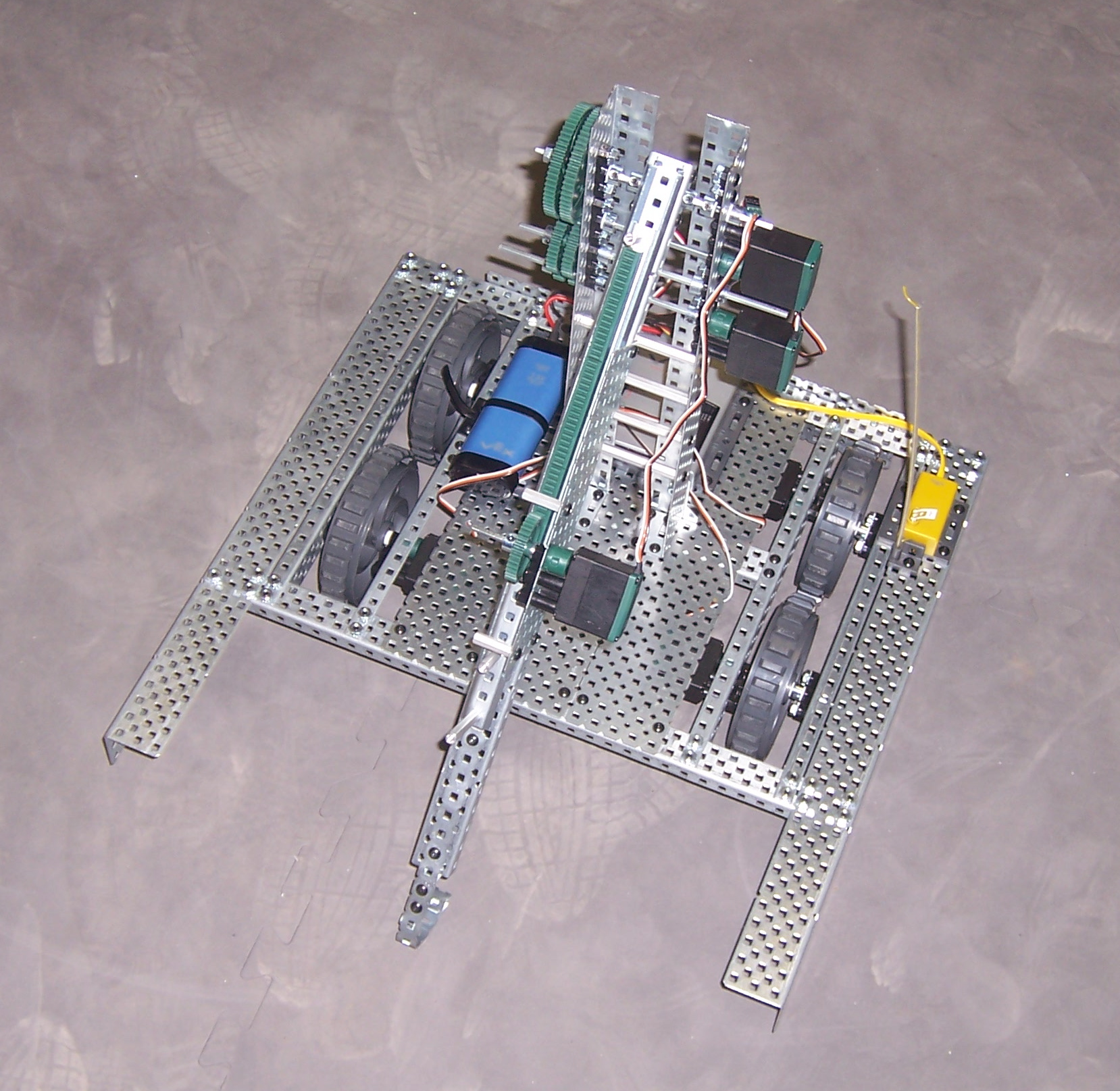
2007 robot FTC

FIRST Tech Challenge (FTC), dawniej FIRST Vex Challenge (FVC), jest to konkurencja robotyczna średniego szczebla, która wystartowała 22 marca 2005. Według FIRST, ten konkurs został zaprojektowany, aby oferować bardziej dostępne i niedrogie rozwiązanie dla szkół. Roboty FTC to mniej więcej 1/3 skali robota FRC. Udział w konkursie jest połączeniem między FLL i FRC.
22 lutego 2025 w Lublinie odbył się pierwszy turniej FTC w Polsce. Informacje na temat turniejów, które się już odbyły bądź odbędą się można sprawdzić na stronie firstinspires poprzez wpisanie nazwy kraju. 

### FIRSTLEGO League

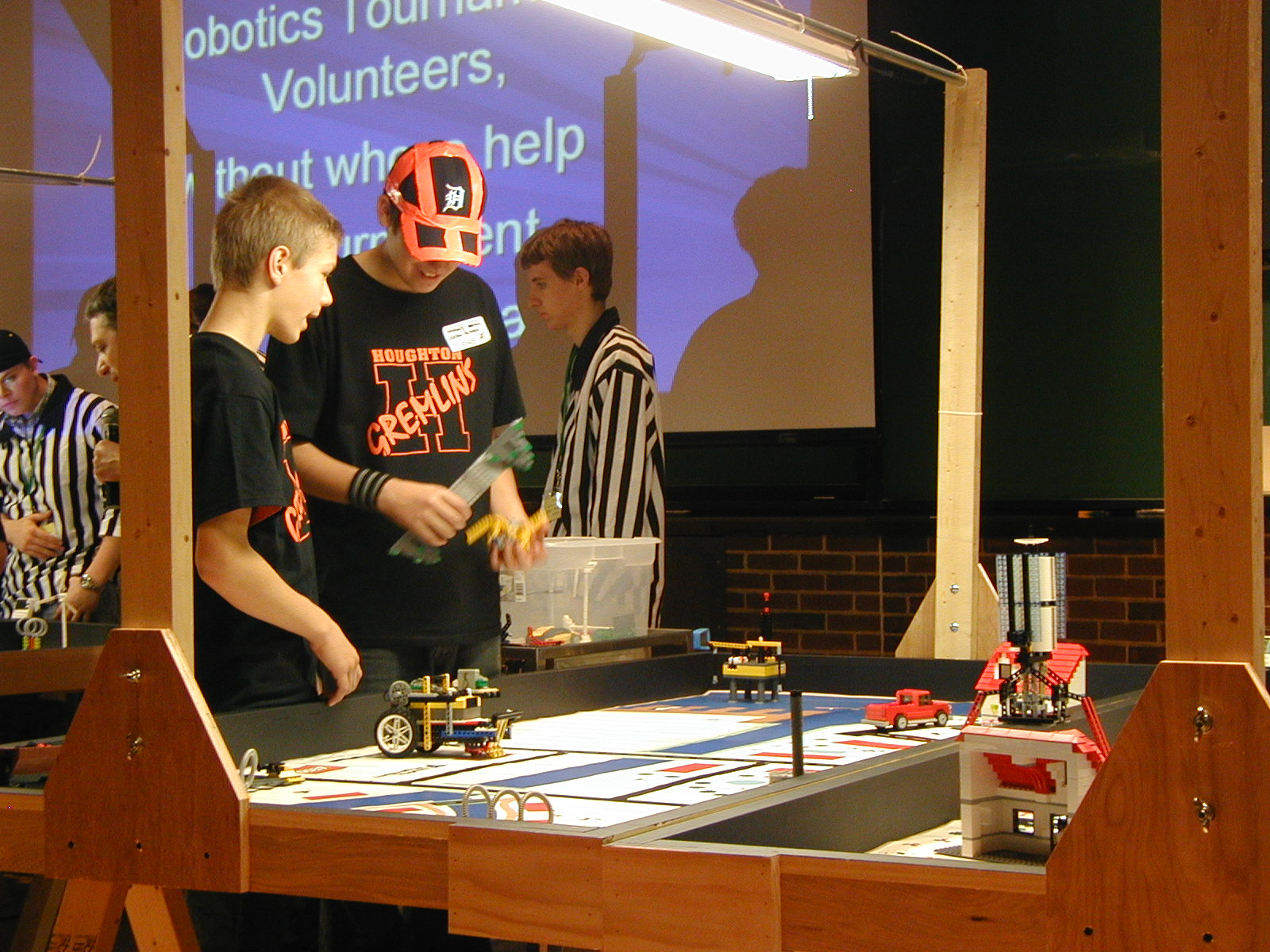
2007 pole rozgrywki i robot FLL

W 1998 został utworzony program FIRST LEGO League (FLL), podobny do FIRST Robotics Competition. Skierowany do uczniów w wieku od 9 do 14 używających zestawów klocków LEGO i środowiska programistycznego ROBOLAB bazującego na LabVIEW. Połączenie wymiennych części LEGO, programowalnego układu, czujników i wspomnianego oprogramowania, zapewniają dzieciom i nastolatkom możliwość budowania prostych modeli robotów. Konkurs wykorzystuje również element pewnego rodzaju projektu, który jest każdego roku dotyczy innej tematyki (np. ochrony środowiska), najczęściej problemu w świecie rzeczywistym.
Uproszczony charakter gry i stosunkowo niskie koszty uruchamiania zespołu oraz jego związek z Grupą LEGO powoduje, że jest to najbardziej rozbudowany konkurs ze wszystkich w FIRST, pomimo mniejszego zainteresowania i sponsorów niż FIRST Tech Challenge lub FIRST Robotics Competition. W 2009 roku 14 725 zespołów z 56 krajów wzięły udział w konkursach lokalnych, regionalnych, krajowych oraz międzynarodowych w porównaniu z około 1600 zespołów w około 10 krajach na FRC.
W 2017 w województwie Lubelskim w wyniku współpracy z Europosłem Krzysztofem Hetmanem oraz Marszałkiem Województwa Lubelskiego Sławomirem Sosnowskim powstało 12 takich drużyn, a w styczniu 2018 odbył się pierwszy w Polsce wschodniej turniej dla tych drużyn.  
W 2018 zostało założone kolejne 12 drużyn FLL. 
W styczniu 2019 odbył się drugi turniej, tym razem w Kraśniku. Organizowany przez Fundację Centrum Młodzieżowej Robotyki i Spice Gears FRC 5883.  

### FIRSTLEGO League Jr.
FIRST LEGO League Jr. jest odmianą FIRST LEGO League skierowany do dzieci w wieku szkolnym od 5 do 8 lat, które budują model robota LEGO do tematyki zawodów FLL. Przynajmniej jedna część modelu musi zawierać ruchomy element. Drużyny uczestniczą w pokazach w swoim kraju, gdzie demonstrują i opowiadają o swoim robocie.

### FIRSTChampionship (mistrzostwa)
The FIRST Championship jest to coroczne wydarzenie 27-28 kwietnia w którym odbywają się finały wszystkich programów FIRST.

### FIRSTGlobal Challenge
Zawody FIRST Global Challenge to olimpiada zorganizowana po raz pierwszy w 2017 roku z zamiarem organizacji jej co roku w stolicy innego kraju. Każdego roku również będzie dotyczyła innego naglącego ogólnoświatowego problemu. Każdy kraj miał swoją reprezentację stworzoną z uczniów i mentorów. Polskę reprezentowali uczniowie z powiatu kraśnickiego z drużyny robotycznej FRC 5883 Spice Gears. Drużyna została wicemistrzem świata pokonując tym samym 162 inne reprezentacje.
Konkurs polegał na skonstruowaniu robota jedynie z dostępnych części, przesłanych po opłacie startowej. Robot miał wymiary podobne do tych, które są konstruowane na zawody FTC (50x50x50).
W 2018 Reprezentacja Polski złożona z członków drużyny Spice Gears wzięła udział w zawodach w Meksyku. Zdobyła tam medal w kategorii Albert Einstein Award for International Excellence. 

## Utrzymanie i wsparcie
FIRST jest organizacją samo-utrzymującą z wpłat zespołów. Jednak organizacja i zespoły są wspierane przez różne firmy z zakresu technologii, innowacji i nauki np. Google, NASA, 3M, FANUC, National Instruments itp.

### Z drużyny
Drużyny mogą żądać płacenia opłat np. członkowie mogą płacić wpisowe lub przekazać narzędzia.

### Pomiędzy drużynami
Zespoły często przekazują innymi zespołom wsparcie. Może to oznaczać dostarczanie funduszy, narzędzi lub urządzeń. Bycie pomocnym to podstawowe założenia filozofii FIRST.

#### Gracious Professionalism (Łaskawy profesjonalizm)
Gracious Professionalism jest główną ideą we wspólnocie FIRST. Na zawodach sędziowie szukają drużyny która jest okazuje szczególne wsparcie innym drużynom. Głównym założeniem łaskawego profesjonalizmu jest "konkurowanie tylko na arenie". System meczowy jest tak skonfigurowany, aby drużynę dopasować co każdy mecz do dwóch innych losowych wybranych. Oznacza to, że potencjalny przeciwnik może być wkrótce sojusznikiem.
Jeśli zespół potrzebuje części lub narzędzi do naprawy robota, oczekuje się, że każdy inny, nawet drużyna przeciwna zrobi wszystko, aby pomóc. Młodzi ludzie uczą się, że sukces osiąga się poprzez naukę i pracę zespołową. Mając to na uwadze, sędziowie przyznają nagrodę Gracious Professionalism na każdym turnieju FIRST Robotics Competition zespołowi, który pokazuje wyjątkową łaskawość.
Termin "Gracious Professionalism" został stworzony przez Dr. Woodie Flowers.

### Społeczność
Najpopularniejszą metodą sponsorowania zespołów jest społeczność z nim związana, często jest to szkoła lub okrąg szkolny. Dostarczają one często infrastrukturę potrzebną do prowadzenia zespołu. Samorządy i indywidualni obywatele mogą zapewniać środki finansowe i inne formy wsparcia. Także lokalne uczelnie nierzadko współpracują z daną drużyną i przekazują jej różnego rodzaju wsparcie.

### Korporacje
Zwykle to korporacje zapewniają fundusze rozwiniętego zespołu. Głównymi wspierającymi są BAE Systems, Google, Raytheon, and National Instruments.

### Rząd
Podczas mistrzostw świata w Atlancie w 2008 roku przemawiał prezydent Stanów Zjednoczonych George Herbert Walker Bush, sekretarz edukacji Stanów Zjednoczonych Arne Duncan w 2010. W roku 2010 Jon Dudas został wybrany jako przewodniczący FIRST.
W latach 2011–2014 podczas mistrzostw w St. Louis, prezydent Stanów Zjednoczonych Barack Obama przemawiał do uczestników zawodów.
NASA poprzez Robotics Alliance Project, jest głównym wspierającym FIRST.
W Polsce czynny patronat nad polską drużyną obejmuje Starosta Powiatu Kraśnickiego Andrzej Maj(2013-2018).

## Filozofia FIRST
Poprzez udział w konkursach organizowanych przez FIRST członkowie drużyn mają szansę zdobyć doświadczenie z dziedzin mechaniki, elektryki, programowania oraz doskonalić już posiadane umiejętności. Drużyny dzielą się na różne grupy, w których potrzebna jest dobra organizacja i wzajemna komunikacja pomiędzy poszczególnymi członkami drużyny. Ograniczona ilość czasu, fundusze i regulaminy sprawiają, że młodzież próbuje znaleźć rozwiązania nawet najtrudniejszych sytuacji.
FIRST ma na celu promowanie pracy drużynowej i kooperacji między inżynierami oraz zachęcanie do nawiązywania przyjaźni i bycia pomocnym wobec siebie nawzajem. Drużyny współpracują ze sobą jako równi partnerzy do rozmów, niezależnie od tego skąd pochodzą.

## FIRST w Polsce
We wrześniu 2015 roku powstała pierwsza drużyna FRC w Polsce Spice Gears 5883 dzięki współpracy Starosty Powiatu Kraśnickiego Andrzeja Maja, byłego mieszkańca Kraśnika mgr inż. Ryszarda Kuśmierczyka oraz Dariusza Głuchowskiego wiceprezesa Wschodniego Klastra Innowacji. W 2016 roku wzięła udział w zawodach regionalnych w Windsor zdobywając nagrodę Judges' Award.    
W 2017 roku drużyna uczestniczyła w zawodach organizowanych na terenie Calgary. Kapitan Szymon Szostak zdobył nagrodę jednego z założycieli FIRST, Deana Kamena, którego osobiście poznał w czasie finałów w Saint Louis.   
W 2018 członkowie Spice Gears wywalczyli następujące nagrody:   
2018 Shenzhen Regional Winners   
2018 Shenzhen Regional Chairman's Award Winners
2018 Shanghai Regionals Woodie Flowers Finalist Award - Dariusz Głuchowski
2018 Shanghai Regionals Winner 

2018 Shanghai Regionals Entrepreneurship Award 

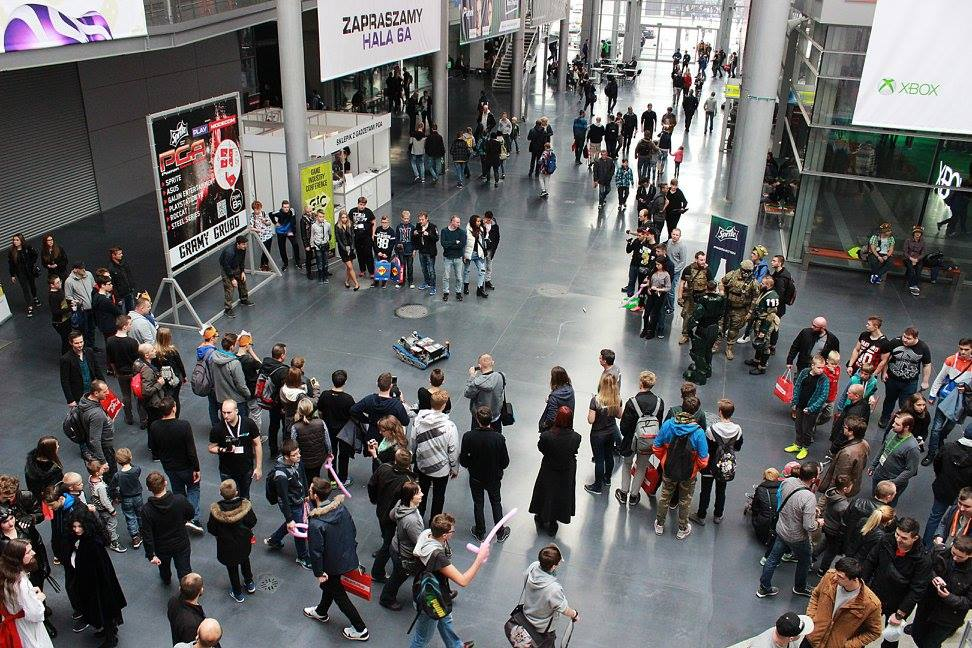
"Ryszard I" robot pierwszej drużyny FRC w Polsce podczas Poznań Game Arena.

## Linia czasu

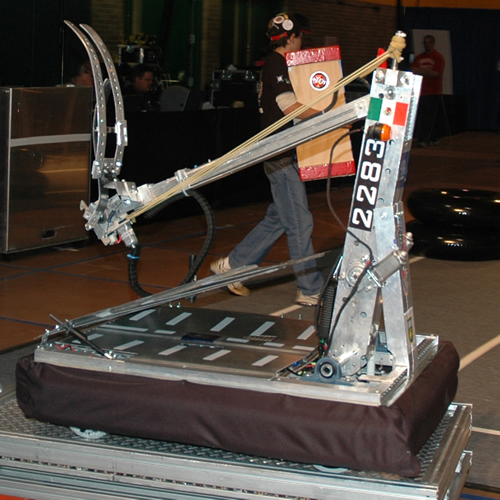
Team 2283's robot for Rack 'n Roll in 2007

| Rok  | FRC                           | FLL                 | FLL Jr.             | FTC                          |
| ---- | ----------------------------- | ------------------- | ------------------- | ---------------------------- |
| 1992 | Maize Craze                   |                     |                     |                              |
| 1993 | Rug Rage                      |                     |                     |                              |
| 1994 | Tower Power                   |                     |                     |                              |
| 1995 | Ramp 'n Roll                  |                     |                     |                              |
| 1996 | Hexagon Havoc                 |                     |                     |                              |
| 1997 | Toroid Terror                 |                     |                     |                              |
| 1998 | Ladder Logic                  |                     |                     |                              |
| 1999 | Double Trouble                | Pilot Year          |                     |                              |
| 2000 | Co-Opertition FIRST           | FIRST Contact       |                     |                              |
| 2001 | Diabolical Dynamics           | Volcanic Panic      |                     |                              |
| 2002 | Zone Zeal                     | Arctic Impact       |                     |                              |
| 2003 | Stack Attack                  | City Sights         |                     |                              |
| 2004 | FIRST Frenzy: Raising the Bar | Mission Mars        |                     |                              |
| 2005 | Triple Play                   | No Limits           | No Limits           |                              |
| 2006 | Aim High                      | Ocean Odyssey       | Ocean Odyssey       | Pilot Year: Half-Pipe Hustle |
| 2007 | Rack 'n Roll                  | Nano Quest          | Nano Quest          | Hangin'-A-Round              |
| 2008 | FIRST Overdrive               | Power Puzzle        | Power Puzzle        | Quad Quandary                |
| 2009 | Lunacy                        | Climate Connections | Climate Connections | Face Off                     |
| 2010 | Breakaway                     | Smart Move          | Smart Move          | Hot Shot!                    |
| 2011 | Logo Motion                   | Body Forward        | Body Forward        | Get Over It!                 |
| 2012 | Rebound Rumble                | Food Factor         | Food Factor         | Bowled Over!                 |
| 2013 | Ultimate Ascent               | Senior Solutions    | Super Seniors       | Ring It Up!                  |
| 2014 | Aerial Assist                 | Nature's Fury!      | Disaster Blaster    | Block Party!                 |
| 2015 | Recycle Rush                  | World Class         | Think Tank          | Cascade Effect               |
| 2016 | FIRST STRONGHOLD              | Trash Trek          | Waste Wise          | FIRST RES-Q                  |
| 2017 | FIRST STEAMWORKS              | Animal Allies       | Creature Craze      | VELOCITY VORTEX              |
| 2018 | FIRST Power Up                | Hydro Dynamics      | Aqua Adventure      | FIRST Relic Recovery         |
| 2019 | Destination: Deep Space       | Into Orbit          | Mission Moon        | Rover Ruckus                 |
| 2020 | INFINITE RECHARGE             | City Shaper         | Boomtown Build      | Skystone                     |
| 2021 | Infinite Recharge (2021)      | RePlay              | Playmakers          | Ultimate Goal                |
| 2022 | Rapid React                   | Cargo Connect       | Cargo Connect       | Freight Frenzy               |
| 2023 | Charged Up                    | SUPERPOWERED        | Superpowered        | POWERPLAY                    |
| 2024 | Crescendo                     | MasterPiece         | Masterpiece         | CENTERSTAGE                  |
| 2025 | Reefscape                     | Submerged           | Submerged           | INTO THE DEEP                |